# ブラジュ・バーシャー語
ブラジュ・バーシャー語（ब्रज भाषा Braj Bhasha、बॄज भाषा Brij Bhasha、ब्रज भाखा Braj Bhakha）あるいはブラジュ語はインド語派に属する言語である。ブラジュ地方（マトゥラーやアーグラ）を中心に話者がいる。デーハーティー・ザバーン（देहाती ज़बान dehātī zabān、「田舎言葉」を意味する）とも呼ばれる。

## 概要
ジョージ・エイブラハム・グリアソンの分類では西部ヒンディー語のひとつに属する。
ブラジュ・バーシャーはアワディー語と並び、近代以前にヒンディー語地帯の中で文学を発達させていた。ブラジュ地方のマトゥラーはクリシュナ信仰の中心地であり、ブラジュ・バーシャー文学はヴィシュヌ派の強い伝統を持っていた。ラーマ賛歌がアワディー語で書かれるのに対し、クリシュナ賛歌はブラジュ・バーシャーを使用するのが適切と考えられていた。19世紀にはいっても北インドにおけるブラジュ・バーシャーの文学的伝統は強かった。
アーグラはかつてのムガル帝国の首都であり、文章語や官僚語としてはペルシャ語が使われたが、日常の口語はブラジュ・バーシャーであったと考えられる。1648年にデリーに遷都するときにアーグラから1万人が移動し、赤い城の言語は本来のデリーの方言よりもブラジュ・バーシャーに近かった。
17世紀以降シク教の文献がグルムキー文字によるブラジュ・バーシャーで書かれた。
19世紀以降に発達したヒンドゥスターニー語文学は、アワディー語とブラジュ・バーシャーの文学的遺産を引き継いでいる。

## 関連文献
- Rupert Snell, The Hindi Classical Tradition: A Braj Bhasa Reader